# Jordan Hooper
Jordan Hooper (Alliance, 20 febbraio 1992) è una cestista statunitense, professionista nella WNBA.

## Carriera
È stata selezionata dalle Tulsa Shock al secondo giro del Draft WNBA 2014 (13ª scelta assoluta).
Con gli Stati Uniti ha disputato le Universiadi di Kazan' 2013.